# Kukkarokivi
Kukkarokivi est un bloc erratique à Ruissalo dans la commune de Turku en Finlande .

## Présentation
Kukkarokivi est le plus grand rocher clairement visible de Finlande situé près de la côte  nord-ouest de Ruissalo à Turku.
Kukkarokivi mesure 27 mètres de long et 17 mètres de haut, s'élevant à 12 mètres d'altitude.

## Protection
Kukkarokivi et protégé en tant que monument naturel en 1965.
En 2006, la zone de Kukkarokivi a également été classée en tant que réserve naturelle comme lieu de nidification pour les oiseaux.
Kukkarokivi fait partie de la zone aviaire des îlots aux oiseaux de Ruissalo de 10 hectares créée en 2006, qui se compose de six îlots ou groupes d'îlots.
Les refuges pour oiseaux appartiennent au réseau Natura 2000 en tant que sites conformes à la fois à la directive habitats et à la directive Oiseaux,.

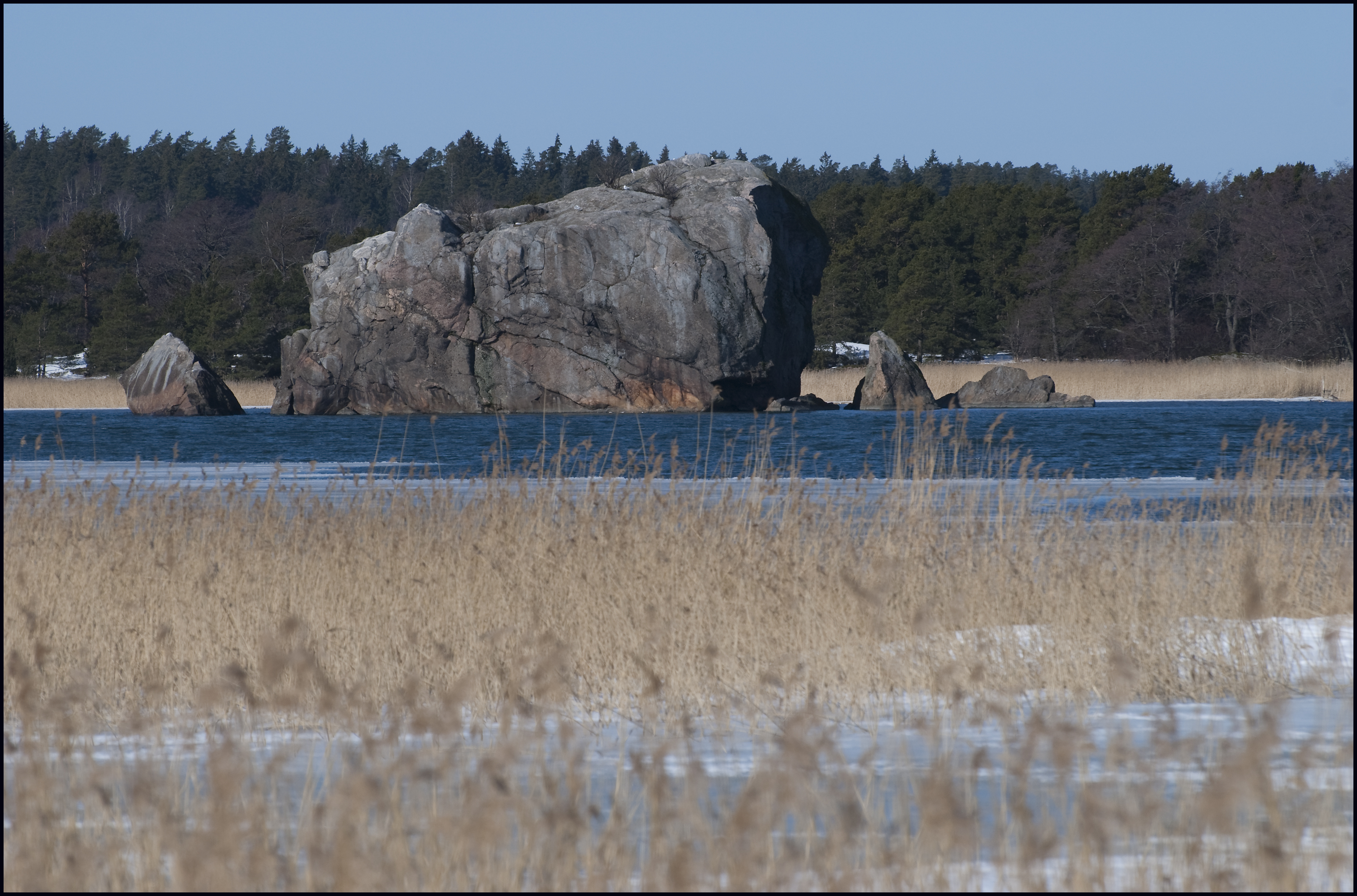
Kukkarokivi.

## Étymologie
Selon la légende, l'église médiévale de Raisio a été construite par des géants nommés Killi et Nalli (fi).
Les géants se sont disputés avec le prêtre de l'église et Killi a menacé de détruire toute l'église avec un rocher.
Cependant, après avoir trouvé un rocher approprié au bord de la mer, Killi n'a pu retrouver le chemin menant à l'église, alors il jeta avec colère un rocher devant Ruissalo.
La pierre s'appelle la pierre de la bourse parce que le géant l'avait portée dans une grande bourse sur son dos.